# Robert Brandom
Robert Brandom, född 13 mars 1950, är en amerikansk filosof som undervisar vid University of Pittsburgh. Hans intresse ligger huvudsakligen i språkfilosofin, medvetandefilosofin och logiken. Han avlade kandidatexamen från Yale University och doktorsexamen från Princeton University, under Richard Rorty och David Kellogg Lewis. Han är gift med Barbara Brandom, professor i medicin vid University of Pittsburgh.
Brandoms arbete är influerat av Wilfrid Sellars, Richard Rorty, Michael Dummett samt kollegan John McDowell. Han har också lånat mycket från verken av G. W. F. Hegel, Gottlob Frege och Ludwig Wittgenstein.
Han är mest känd för sitt projekt att utföra den Wittgensteinianska uppgiften att förklara mening genom användning. Detta projekt utvecklar han grundligt i böckerna Making It Explicit (1994) och Articulating Reasons: An Introduction to Inferentialism (2000). Brandom har också publicerat en samling essäer om filosofins historia, bl.a. Tales of the Mighty Dead (2002).  Han är dessutom redaktör för en samling texter om Richard Rortys filosofi, Rorty and His Critics (2000). Brandom arbetar för tillfället på en bok om Hegels Andens fenomenologi.